# Ástor Piazzolla
Ástor Piazzolla (11. března 1921 Mar del Plata, Argentina – 4. července 1992 Buenos Aires, Argentina) byl argentinský hudební skladatel a hráč na bandoneon. Zahrnutím prvků jazzu i klasické hudby přetavil tradiční tango do nového stylu nazvaného tango nuevo. Mimo několika desítek alb, která vydal pod svým jménem, spolupracoval například s Gary Burtonem, Gerry Mulliganem nebo Lalo Schifrinem a složil hudbu k řadě filmů. V roce 1991 nahrál album s Kronos Quartetem.

## Dětství

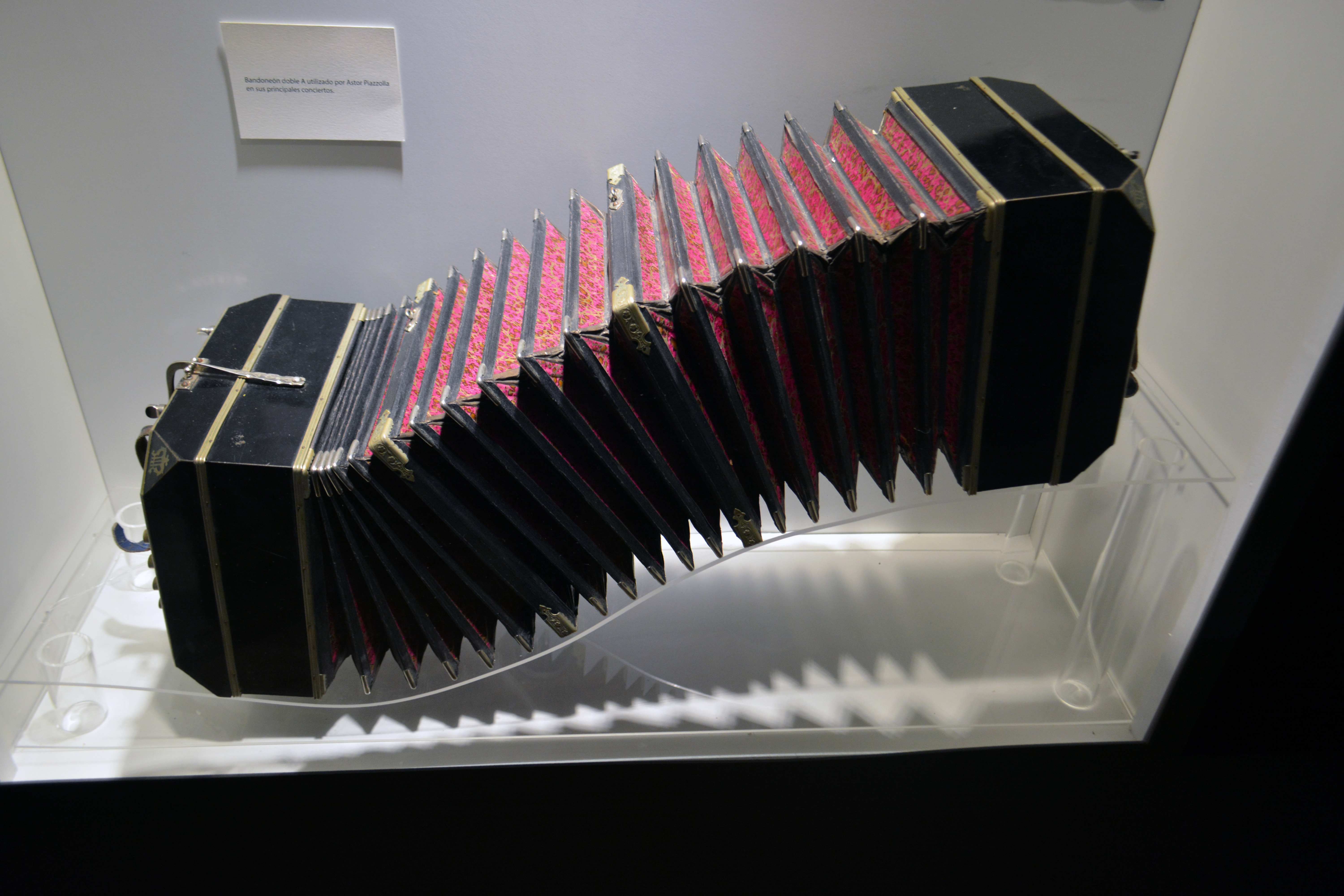
Piazzolův bandoneon, na který hrál.

Piazzolla se narodil roku 1921 v Mar del Plata v Argentině. Byl jediným dítětem italských imigrantských rodičů, Vicente "Nonino" Piazzolla a Assunta Manetti. Jeho dědeček z otcovy strany, námořník a rybář Pantaleo (později Pantaleón) Piazzolla, se na konci 19. století přistěhoval do Mar del Plata z Trani (přístav v jihovýchodním italském regionu Apulie). Jeho matka byla dcera dvou italských přistěhovalců z Lucky v Toskánsku.
V roce 1925 se rodina přestěhovala do Greenwich Village v New Yorku. Doma poslouchal nahrávky tangového orchestru Carlosa Gardela a Julia de Cara a od raného věku byl vystaven vlivům jazzu a klasické hudbě, např. J. S. Bacha. Později v roce 1929 začal hrát na bandoneon, který mu jeho otec koupil v newyorské zastavárně.
V roce 1932 složil Piazzolla své první tango "La Catinga". Následující rok absolvoval hudební lekce s maďarským klasickým klavíristou Bela Wildou, žákem Rachmaninova, který ho naučil hrát Bacha na jeho bandoneon. V roce 1934 se seznámil s Carlosem Gardelem, jedním z nejdůležitějších osobností v historii tanga a hrál v jeho filmu El día que me quieras. Gardel pozval mladého Piazollu, aby se k němu připojil na turné jako hráč na bandoneon. To mu pro nízký věk zakázal jeho otec, což se nakonec ukázalo jako velké štěstí - celý orchestr zahynul při leteckém neštěstí.

## Kariéra
V roce 1936 se vrátil se svou rodinou do Mar del Plata, kde začal hrát v různých orchestrech. Tou dobou objevil hudbu Elviina Vardara. Vardarova romantická interpretace tanga Piazzollu ovlivnila (o pár let později dokonce přijme Vardara jako houslistu do svého Orquesta de Cuerdas a také kvintetu).
Inspirován Vardarovým stylem tanga se v 17 letech Piazzolla přestěhoval do Buenos Aires (1938), kde o rok později vstoupil do orchestru Anibal Troilo - jednoho z největších tango orchestrů té doby. Piazzolla v něm původně hrál jako dočasná náhrada za nemocného Rodrígueze, ale i po jeho návratu zůstal Piazzolla čtvrtým bandoneonistou.
Kromě hraní na bandoneon se Piazzolla věnoval hudebnímu aranžmá a hře na klavír. V roce 1941 si mohl dovolit zaplatit významného argentinského skladatele klasické hudby Alberto Ginastera jako svého učitele hudby. Během pěti let studia s Ginasterou se naučil psát pro orchestr a v roce 1943 začal studovat argentinským pianistou Raúlem Spivakem klavírní hru.
V roce 1946 založil Piazzolla svůj vlastní orquesta típica, který, i když měl podobnou formu jako jiné tangové soubory, mu dal první příležitost experimentovat s vlastním přístupem k aranžmá a hudebnímu vyjádření podstaty tanga.